# تواسم متقارب

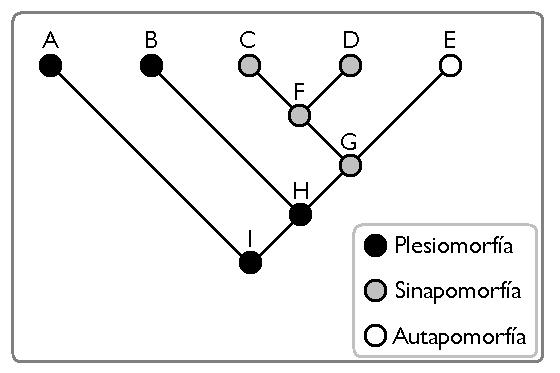
مخطط فرعي صغير يوضح الشخصيات المتعددة الأشكال، والشخصيات المتماثلة الشكل، والشخصيات الذاتية الشكل

التَوَاسُم المُتَقَارِب أو تَقارُب السِمَات (بالإنجليزية: Plesiomorphy)‏ (سمة أسلاف) سمة تطورية متماثلة داخل مجموعة معينة من الكائنات الحية ولكنها ليست فريدة لأعضاء تلك المجموعة (قارن التواسم المشتق) وبالتالي لا يمكن استخدامها كشخصية تشخيصية أو تعريفية للمجموعة.